# Lasiorhinus
Lasiorhinus — рід сумчастих (Marsupialia) ссавців з родини вомбатових (Vombatidae).

## Опис
Північний вомбат має довжину близько метра а звичайні від 70 до 120 см. Його ніс покритий шерстю, хутро він має коричневого або білого забарвлення, а на дотик він дуже м'який. Сам же ніс короткий і нагадує свинячий п'ятачок. Хутро у вомбата коротке, тонке і шовковисте, воно набагато м'якше, ніж у звичайних вомбатів. Та й підшерсток дуже добре розвинений. Ці якості послужили причиною постійного полювання людини на тварину. Розповсюджені вомбати у південно-східній Австралії і Тасманії. На вигляд вони нагадують маленьких ведмедів, з товстими і важкими тілами. Як не дивно але найближчим родичем вомбата є коала.

## Спосіб життя
Ці тварини здебільшого ведуть поодинокий спосіб життя, але вони можуть в прилеглих  районах збиратись в невеликі соціальні групи, що складаються з 5-10 осіб в кожній групі. Основну частину свого життя, вомбати з волохатим носом проводять у своїх норах, щоб триматися подалі від  сонячного тепла. Однак, вони виходити на зовні вночі а також  в більш прохолодний час, вранці та ввечері щоб пастися. Їх раціон складається з трави, чагарників, коріння, кори та моху. Харчуються вомбати в основному вночі ховаючись від денної жари, основною їжею є трава, хоча не гребують і корінням дерев і чагарників. На годівлю тварина іноді витрачає  до 8 годин, і за цей час вомбат може пройти відстань до 3 км. Ці звірі є досить впертими, вибравши місце для годівлі вомбат йде до наміченої мети на  диво цілеспрямовано. Його ніщо  не може  зупинити.

## Загрози
На сьогодні це найбільший ссавець з родини, якому загрожує швидке зникнення. Тварина з волохатим носом проживає всього в двох колоніях на півночі США, а чисельність всієї популяції становить усього 130 особин. Кількість тварин в дикій природі постійно зменшується, це пов'язано із діяльністю людини, а саме  зменшенням  середовища проживання. Через збільшення міст і сучасних методів ведення лісового господарства, конкуренції з кроликами та худобою за їжу, полюванням та дорожньо-транспортними пригоди.